# Aeroportul Internațional Rochester
Aeroportul Internațional Rochester (IATA: RST, ICAO: KRST, FAA LID: RST) este un aeroport din Rochester, Comitatul Olmsted, Minnesota, Minnesota, Statele Unite ale Americii. Aeroportul a fost tranzitat în 2019 de 366.374 de pasageri. A fost deschis în 1928.
Situat la o altitudine de 401 m, aeroportul dispune de 2 piste.

## Infrastructură

### Piste
Aeroportul dispune de 2 piste. Pista 02/20 are suprafața de beton și dimensiunile 7.301 picioare × 150 picioare. Pista 13/31 are suprafața de beton și dimensiunile 9.034 picioare × 150 picioare. 